# بئر النخعي (لودر)

تعديل مصدري - تعديل

بئر النخعي هي إحدى قرى عزلة زارة بمديرية لودر التابعة لمحافظة أبين، بلغ تعداد سكانها 471 نسمة حسب تعداد اليمن لعام 2004.